# Verdale-de-l'Hérault (olive)
L'olive Verdale-de-l'Hérault est produite par une variété ou cultivar d'olivier dont l'origine se situe dans le département de l'Hérault (d'où son nom). C'est l'une des variétés de Verdale.

## Synonymes
- Pourridale. Ce cultivar est particulièrement sensible à la verticilliose provoquée par le champignon du sol Verticillium dahliae. D'où son nom de pourridale.

## Identification variétale
- Port : c'est un arbre à port dressé.
- Feuilles : les feuilles sont courtes ou de longueur moyenne, étroites, lancéolées, à courbure longitudinale peu accentuée, voire plane mais en gouttière transversalement. La face supérieure est mate.
- Fruits : le fruit est de forme sphérique, parfois légèrement asymétrique, la base est tronquée. Il n'y a pas de mamelon ou il est à peine ébauché.
- Noyau : le noyau est ovoïde, légèrement asymétrique de profil, symétrique de face, à base pointue et à sommet arrondi ; il n'y a pas de mucron. Sa surface est rugueuse, avec un nombre de sillons réduit à moyen, groupés.

## Agronomie
- Multiplication : elle se fait par bouturage avec un pourcentage de reprise bon. Ce cultivar est difficile à greffer.
- Sensibilités : le plant franc de pied est sensible à la verticillose et les feuilles sont sensibles à l'œil de Paon (Cycloconium oleagineum). Le fruit est sensible à la Mouche de l'Olive (Bactrocera oleae). Vis-à-vis du gel, l'arbre est considéré comme résistant.
- Floraison : la précocité est moyenne, le degré d'autocompatibilité est faible. Ses pollinisateurs sont la Picholine, la Grossane, la Corniale, l'Arbéquine. La verdale pollinise la Picholine, l'Amellau, la Corniale et l'Arbéquine. Les anciens introduisaient des verdales dans leurs vergers de Picholines.
- Production : l'arbre peut avoir une production rapide à tardive (5e année ou plus) selon la taille pratiquée. La tendance à l'alternance est faible
- Olives : les olives sont destinées à la confiserie en vert et à l'huile.

## Caractéristiques des produits

### Confiserie
La confiserie se fait en vert, l'olive a une peau fine qui la rend fragile. Les olives furent longtemps utilisées pour la préparation en vert qui a été graduellement abandonnée.

### Huile
La date de récolte pour l'huile est novembre-début décembre. L'huile alors produite est douce, son amertume inexistante et son ardence est faible. Elle dégage des arômes de fruits secs (noix) mais aussi de verdure, de noix fraîche, de pomme. L'harmonie en bouche est bonne.